# Lista orașelor din Kenya
Aceasta pagină este o listă a orașelor din Kenya.

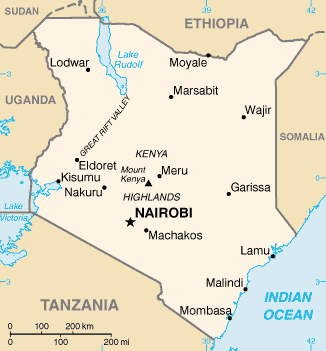
Harta Keniei

- Baragoi
- Bungoma
- Busia
- Dadaab
- Diani Beach
- Eldoret
- Embu
- Garissa
- Gede
- Hola
- Homa Bay
- Isiolo
- Kajiado
- Kakamega
- Kakuma
- Kapenguria
- Kericho
- Kiambu
- Kilifi
- Kisii
- Kisumu
- Kitale
- Langata
- Lodwar
- Lokichoggio
- Loyangalani
- Lamu
- Machakos
- Malindi
- Mandera
- Maralal
- Marsabit
- Meru
- Mombasa
- Moyale
- Mumia's
- Muranga (fost Fort Hall)
- Nairobi
- Naivasha
- Nakuru
- Namanga
- Nanyuki
- Narok
- Naro Moru
- Nyahururu
- Nyeri
- Ruiru
- Shimoni
- Takaungu
- Thika
- Voi
- Wajir
- Watamu
- Webuye
- Wundanyi